# 小網町 (広島市)
小網町（こあみちょう）は、広島市中区の町名。丁目は無い。住居表示実施済み。郵便番号は730-0855（広島中央郵便局管区）。

## 歴史
もと広瀬村の一部であり、網打小路と唱えた地である。1882年1月、同村より分割（分割地は6町1反9畝15歩6合4勺）して新たに1町となし今の名を付した。

## 人口・世帯数
2018年6月末の人口は1,118人、世帯数は676世帯。

## 経済

### 産業
店・企業
- 中国労働金庫広島西支店
- 中電工労働組合本店統括支部、労働組合本部、営業企画部、本店営業部、本店情報通信技術部、本店空調管技術部、本店配電部、本店電力部、本店電気技術部
- 東洋設計事務所
- 広島三菱自動車販売本社総務部、本社管理課・所有権係
- オフィスオンアンドオフ
- トラストエレベーター広島営業所
- ボストン洋菓子本社工場
- ミックコーポレーション西日本
- ワークジェイ

旅館・ホテル
- ビジネス旅館あおば園
- ビジネス旅館山水
- ホテル夢路

## 地域

### 健康
医療機関
- 土橋眼科
- 土橋歯科
- 小網町麻酔科クリニック
- ハラダ内科医院

### 相談
- 藤山廣美税理士事務所

## 出身人物
- 平幹二朗（俳優）